# Derek Roy
Derek Leonard Roy, född 4 maj 1983 i Ottawa, Ontario, är en kanadensisk före detta professionell ishockeyspelare. Roy spelade för Kitchener Rangers i OHL då han 2001 blev draftad som nummer 32, i den andra rundan, av Buffalo Sabres. Efter ytterligare två säsonger i OHL, varvade han spel med Rochester Americans i AHL med spel i NHL med Sabres. Säsongen 2005/06 slog han sig in i Sabres trupp på allvar och hade spelat 549 grundseriematcher för klubben fram till 2012. Han lämnade laget samma år och representerade därefter, mellan 2012 och 2015, fem olika NHL-klubbar: Dallas Stars, Vancouver Canucks, St. Louis Blues, Nashville Predators och Edmonton Oilers.
Inför säsongen 2015/16 lämnade han Nordamerika för spel i Europa, med SC Bern i NLA. Han vann schweiziskt guld med SC Bern och var den spelare som avgjorde finalserien. Säsongen därpå spelade Roy både för Avangard Omsk och Traktor Tjeljabinsk i ryska KHL. Mellan 2017 och 2019 spelade han för Linköping HC i SHL, innan han avslutade karriären med två säsonger i Tyskland för EHC Red Bull München i DEL.
Roy spelade för Kanada vid OS i Pyeongchang 2018, där han tilldelades ett brons. Han också spelat två VM-turneringar; 2008 i Kanada och 2009 i Schweiz. Vid båda tillfällena tog Kanada silver. Som junior representerade han Kanada och tog ett JVM-silver 2003.

## Karriär

### Klubblag
Vid 16 års ålder gjorde Roy sin första säsong i OHL, med Kitchener Rangers, 1999/00. Han vann lagets interna poängliga med 87 poäng på 66 matcher och blev utsedd till årets rookie i OHL. Säsongen därpå stod han för 81 poäng på 65 matcher (42 mål, 19 assist). Under sommaren 2001 valdes han i den andra rundan, som nummer 32, av Buffalo Sabres vid NHL-draften. Säsongen därpå blev Roys poängmässigt bästa i OHL då han noterades för 89 poäng (43 mål, 46 assist) på 62 matcher. Under hösten 2002 spelade han med Sabres under försäsongen, men återvände till OHL för ytterligare en säsong med Rangers. Han utsågs till lagkapten och klubben vann mästerskapet: på 21 matcher i slutspelet stod Roy för 32 poäng och tilldelades efter säsongen Stafford Smythe Memorial Trophy som turneringens mest värdefulla spelare.
Säsongen 2003/04 inledde Roy med Sabres dåvarande farmarlag, Rochester Americans, i AHL. Efter att ha snittat en poäng per match på 26 matcher med Americans, kallades han upp till Sabres och tillbringade den större delen av säsongen med Buffalo. Han gjorde NHL-debut den 13 december 2003 och gjorde sitt första NHL-mål i sin fjärde match, den 23 december samma år i en match mot Ottawa Senators. Under sin första NHL-säsong stod Roy för 19 poäng på 49 matcher (nio mål, tio assist). På grund av lock-out säsongen 2004/05 återvände Roy till Americans i AHL. Säsongen därpå misslyckades han att ta en plats i Sabres under försäsongen när NHL-spelet återupptogs säsongen 2005/06. Efter att ha gjort 20 poäng på 8 matcher med Americans, inklusive flera fempoängsmatcher, kallades han åter upp till Sabres. Han avslutade säsongen med sina två första hat trick i NHL; först den 3 mars 2006 mot Toronto Maple Leafs och sedan den 9 mars mot Tampa Bay Lightning. Därefter gjorde han sitt första Stanley Cup-slutspel. Sabres blev utslagna i semifinal mot Carolina Hurricanes, som senare kom att bli mästare. På 18 slutspelsmatcher noterades Roy för 15 poäng (fem mål, tio assist).
Säsongen 2006/07 noterades Roy för 63 poäng i grundserien (21 mål, 42 assist) då Sabres vann Presidents' Trophy som det poängmässigt bästa laget i grundserien. I semifinalserien ställdes man mot Ottawa Senators och i den fjärde matchen gjorde Roy det snabbaste målet i en slutspelsmatch i klubbens historia, då han efter bara 9 sekunder gjorde 1–0. Efter att Sabres blivit utslagna av Senators förlängde Roy sitt kontrakt med klubben då han skrev på ett sexårsavtal, värt 24 miljoner dollar, den 27 juli 2007. Säsongen därpå vann Roy lagets interna poängliga då han på 78 matcher stod för 81 poäng (32 mål, 49 assist). Detta var hans poängmässigt främsta säsong i NHL men Sabres misslyckades att ta sig till slutspel.
Under säsongen 2010/11 ledde Roy lagets interna poängliga under den första delen av säsongen med 35 poäng på lika många matcher. I december 2010, i en match mot Florida Panthers, skadade sig Roy och missade resten av grundserien. Han var tillbaka i spel till den sjunde och avgörande matchen i åttondelsfinalserien mot Philadelphia Flyers, vilken kom att bli lagets sista match för säsongen. Roy gjorde sin sista säsong med Buffalo 2011/12 och blev, den 2 juli 2012, bortbytt med en säsong kvar av sitt kontrakt till Dallas Stars mot Steve Ott och Adam Pardy. På grund av ännu en lock out spelade Roy endast 30 matcher för Stars, innan han den 2 april 2013 blev bortbytt till Vancouver Canucks mot Kevin Connauton och ett val i draften 2013. Efter att ha avslutat säsongen med Canucks, skrev han på ett ettårsavtal med St. Louis Blues värt 4 miljoner dollar, den 11 juli 2013. Efter en säsong med Blues lämnade han laget och skrev den 15 juli 2014 ett ettårskontrakt, värt 1 miljon dollar, med Nashville Predators. Mitt under säsongen, den 29 december 2014, blev han bortbytt till Edmonton Oilers mot Mark Arcobello.

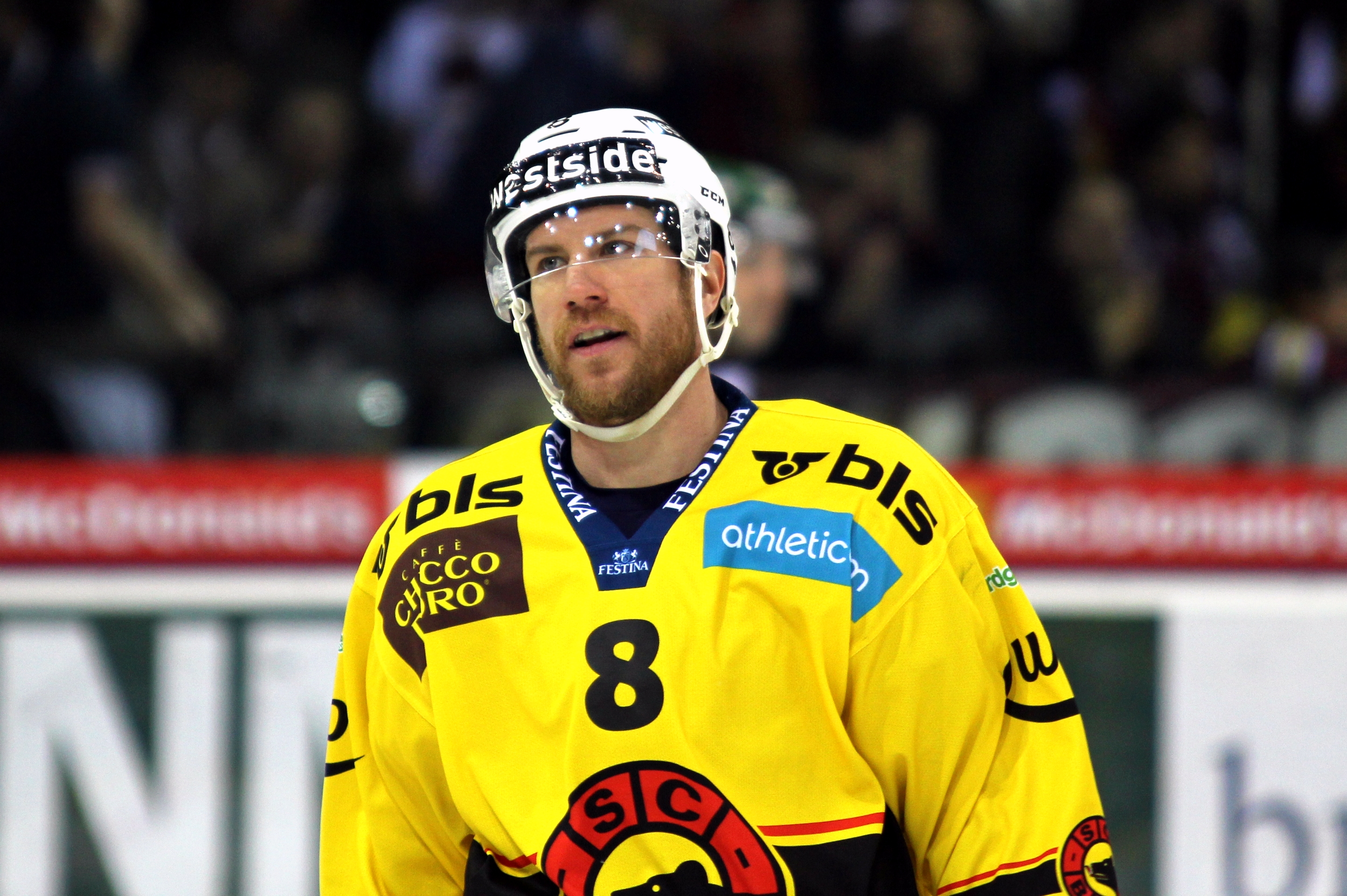
Roy med SC Bern, januari 2016.

Under försäsongen 2015/16 erbjöds Roy ett try out-kontrakt av Washington Capitals, men misslyckades att ta en plats i laget. Han skrev därefter på för den schweiziska klubben SC Bern i Nationalliga A den 9 oktober 2015. Han vann ett schweiziskt guld med laget samma säsong och stod för 30 poäng på 36 grundseriematcher. I slutspelet noterades han för tre mål, varav ett var det avgörande målet i finalen, samt nio assisteringar på 13 matcher.
I juli 2016 meddelade den ryska KHL-klubben Avangard Omsk att man skrivit ett ettårskontrakt med Roy. Han gjorde KHL-debut den 11 september 2016 i en match mot HC Slovan Bratislava. I säsongens andra omgång, den 13 september, gjorde han sitt första mål i KHL, på Danny Taylor, i en 4–1-seger mot KHL Medveščak Zagreb. Roy hann dock endast spela 21 matcher för klubben innan han blev bortbytt till Traktor Chelyabinsk den 1 november 2016, mot Danil Gubarev. Han spelade sedan 34 matcher för Chelyabinsk, där han stod för tio poäng.
I juli 2017 skrev Roy ett tvåårskontrakt med Linköping HC i SHL. Under sin första säsong i klubben vann han lagets interna poängliga i grundserien, då han stod för 35 poäng på 45 matcher (12 mål, 23 assist). Han var också den i laget som stod för flest assisteringar. Säsongen 2018/19 vann Roy för andra året i följd lagets interna poängliga, och slutade på tredje plats i den totala poängligan med 42 poäng på 49 grundseriematcher (8 mål, 34 assist). Dessutom vann han både den interna assistligan och hade bäst plus/minus-statistik (+8) i Linköping HC.
Den 6 maj 2019 meddelades det att Roy lämnat Linköping då han skrivit ett avtal med den tyska klubben EHC Red Bull München i DEL. På grund av en axelskada var Roy borta från spel i nästan fem månaders tid. På tio matcher med München stod han för sju assistpoäng. Efter ytterligare en säsong i München bekräftades det den 19 maj 2021 att Roy valt att avsluta sin karriär som ishockeyspelare.

### Landslag
Roy blev uttagen att representera Kanada vid JVM i Kanada 2003. Laget gick obesegrat genom gruppspelet och vann sedan semifinalen mot USA med 3–2. I finalen ledde Kanada med 2–1 inför sista perioden, men föll sedan Ryssland gjort två mål i den avslutande perioden. Roy tilldelades därmed ett silver och stod för tre poäng på sex matcher (ett mål, två assist).
2008 blev han uttagen till VM i Kanada. Roy gjorde sin första A-landslagsmatch 2 maj 2008 och gjorde sitt första A-landslagsmål fyra dagar senare, 6 maj. Kanada gick obesegrade genom båda gruppspelen och i kvartsfinalen stod Roy för ett hat trick när Norge besegrades med 8–2. Roy tilldelades ytterligare ett silver sedan Kanada förlorat finalen mot Ryssland med 4–5 efter förlängning. På nio matcher noterades han för tio poäng (fem mål, fem assist).
Roy blev även uttagen till världsmästerskapet året därpå, i Schweiz. Kanada tog sig åter fram till VM-final sedan man besegrat Lettland och Sverige i kvarts-, respektive semifinal. Återigen föll man mot Ryssland, denna gång med 2–1. På nio matcher stod Roy för åtta poäng (fyra mål, fyra assist).
I januari 2018 meddelades det att Roy blivit uttagen att spela OS i Pyeongchang för Kanada. Roy utsågs till en av lagets assisterande lagkaptener. Kanada gick direkt till kvartsfinal, sedan man slutat tvåa, bakom Tjeckien i grupp A. I kvartsfinalen besegrades Finland med 1–0, men i den efterföljande semifinalen slogs laget ut något överraskande av Tyskland. Kanada lyckades dock säkra en bronsmedalj, sedan man besegrat Tjeckien med 4–6 i matchen om tredjepris. På sex spelade matcher noterade Roy för sju poäng (två mål, fem assist) och var därmed Kanadas poängmässigt bästa spelare i turneringen, tillsammans med Maxim Noreau.

## Statistik

### Klubblag
| 1999–00    | Kitchener Rangers    | OHL        | 66  | 34  | 53  | 87  | 44  | 5  | 4  | 1  | 5  | 6  |
| 2000–01    | Kitchener Rangers    | OHL        | 65  | 42  | 39  | 81  | 114 | —  | —  | —  | —  | —  |
| 2001–02    | Kitchener Rangers    | OHL        | 62  | 43  | 46  | 89  | 92  | 4  | 1  | 2  | 3  | 2  |
| 2002–03    | Kitchener Rangers    | OHL        | 49  | 28  | 50  | 78  | 73  | 21 | 9  | 23 | 32 | 14 |
| 2003–04    | Rochester Americans  | AHL        | 26  | 10  | 16  | 26  | 20  | 16 | 6  | 8  | 14 | 18 |
| 2003–04    | Buffalo Sabres       | NHL        | 49  | 9   | 10  | 19  | 12  | —  | —  | —  | —  | —  |
| 2004–05    | Rochester Americans  | AHL        | 67  | 16  | 45  | 61  | 60  | 9  | 6  | 5  | 11 | 6  |
| 2005–06    | Buffalo Sabres       | NHL        | 70  | 18  | 28  | 46  | 57  | 18 | 5  | 10 | 15 | 16 |
| 2005–06    | Rochester Americans  | AHL        | 8   | 7   | 13  | 20  | 10  | —  | —  | —  | —  | —  |
| 2006–07    | Buffalo Sabres       | NHL        | 75  | 21  | 42  | 63  | 60  | 16 | 2  | 5  | 7  | 14 |
| 2007–08    | Buffalo Sabres       | NHL        | 78  | 32  | 49  | 81  | 46  | —  | —  | —  | —  | —  |
| 2008–09    | Buffalo Sabres       | NHL        | 82  | 28  | 42  | 70  | 38  | —  | —  | —  | —  | —  |
| 2009–10    | Buffalo Sabres       | NHL        | 80  | 26  | 43  | 69  | 48  | 6  | 0  | 2  | 2  | 2  |
| 2010–11    | Buffalo Sabres       | NHL        | 35  | 10  | 25  | 35  | 16  | 1  | 0  | 1  | 1  | 0  |
| 2011–12    | Buffalo Sabres       | NHL        | 80  | 17  | 27  | 44  | 54  | —  | —  | —  | —  | —  |
| 2012–13    | Dallas Stars         | NHL        | 30  | 4   | 18  | 22  | 4   | —  | —  | —  | —  | —  |
| 2012–13    | Vancouver Canucks    | NHL        | 12  | 3   | 3   | 6   | 2   | 4  | 0  | 1  | 1  | 2  |
| 2013–14    | St. Louis Blues      | NHL        | 75  | 9   | 28  | 37  | 30  | 4  | 0  | 1  | 1  | 0  |
| 2014–15    | Nashville Predators  | NHL        | 26  | 1   | 9   | 10  | 2   | —  | —  | —  | —  | —  |
| 2014–15    | Edmonton Oilers      | NHL        | 46  | 11  | 11  | 22  | 22  | —  | —  | —  | —  | —  |
| 2015–16    | SC Bern              | NLA        | 36  | 9   | 21  | 30  | 26  | 13 | 3  | 9  | 12 | 42 |
| 2016–17    | Avangard Omsk        | KHL        | 21  | 5   | 7   | 12  | 20  | —  | —  | —  | —  | —  |
| 2016–17    | Traktor Tjeljabinsk  | KHL        | 34  | 6   | 4   | 10  | 24  | 6  | 0  | 2  | 2  | 4  |
| 2017–18    | Linköping HC         | SHL        | 45  | 12  | 23  | 35  | 24  | 7  | 2  | 5  | 7  | 8  |
| 2018–19    | Linköping HC         | SHL        | 49  | 8   | 34  | 42  | 28  | —  | —  | —  | —  | —  |
| 2019–20    | EHC Red Bull München | DEL        | 10  | 0   | 7   | 7   | 8   | —  | —  | —  | —  | —  |
| 2020–21    | EHC Red Bull München | DEL        | 12  | 4   | 5   | 9   | 4   | 2  | 0  | 0  | 0  | 0  |
| NHL totalt | NHL totalt           | NHL totalt | 738 | 189 | 335 | 524 | 391 | 49 | 7  | 20 | 27 | 36 |
| OHL totalt | OHL totalt           | OHL totalt | 242 | 147 | 188 | 335 | 323 | 30 | 14 | 26 | 40 | 22 |
| AHL totalt | AHL totalt           | AHL totalt | 101 | 33  | 84  | 107 | 90  | 25 | 12 | 13 | 25 | 24 |
| SHL totalt | SHL totalt           | SHL totalt | 94  | 20  | 57  | 77  | 52  | 7  | 2  | 5  | 7  | 8  |

### Internationellt
| År            | Lag           | Turnering     | Matcher | Mål | Assists | Poäng | Utv. |
| ------------- | ------------- | ------------- | ------- | --- | ------- | ----- | ---- |
| 2003          | Kanada        | JVM           | 6       | 1   | 2       | 3     | 4    |
| 2008          | Kanada        | VM            | 9       | 5   | 5       | 10    | 6    |
| 2009          | Kanada        | VM            | 9       | 4   | 4       | 8     | 4    |
| 2018          | Kanada        | OS            | 6       | 2   | 5       | 7     | 8    |
| Senior totalt | Senior totalt | Senior totalt | 24      | 11  | 14      | 25    | 18   |
| Junior totalt | Junior totalt | Junior totalt | 6       | 1   | 2       | 3     | 4    |